# Inundación

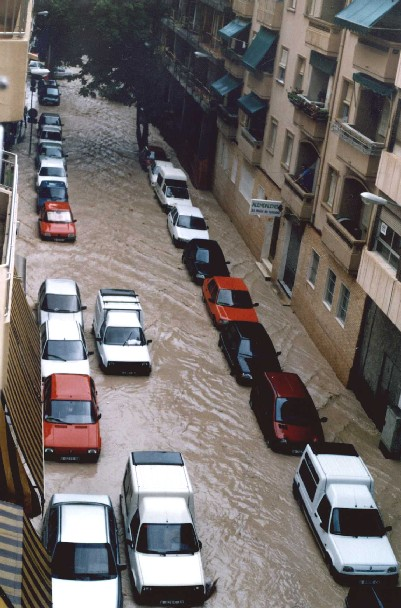
Calle Arquitecto Morell de Alicante (España) durante las inundaciones de 1997.

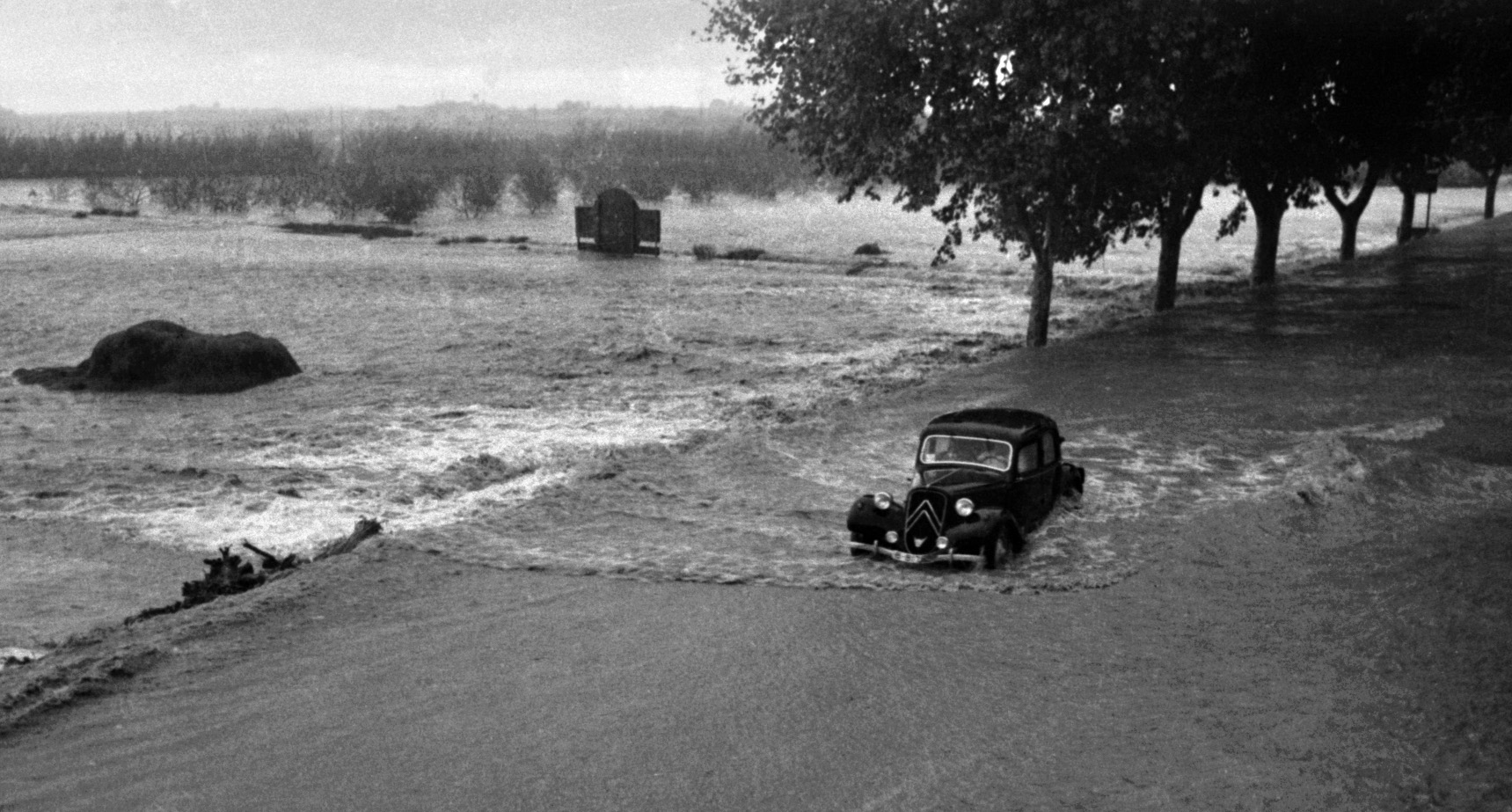
Gran inundación en Alginet, 1957

Una inundación es la ocupación por parte del agua de zonas que habitualmente están libres de esta, por desbordamiento de ríos, torrentes o ramblas, por lluvias torrenciales, deshielo, por subida de las mareas por encima del nivel habitual, por maremotos, huracanes, entre otros.
Las inundaciones fluviales son procesos naturales que se han producido periódicamente y que han sido la causa de la formación de las llanuras en los valles de los ríos, tierras fértiles, vegas y riberas, donde normalmente se ha desarrollado la agricultura. Diversos estudios científicos demuestran que el cambio climático está alterando la localización, frecuencia y gravedad de las inundaciones.
En las zonas costeras los embates del mar han servido para modelar las costas y crear zonas pantanosas como humedales y lagunas que, tras su ocupación antrópica, se han convertido en zonas vulnerables.[cita requerida]
La inundación puede ocurrir como un desbordamiento de agua de cuerpos de agua, como un río, lago u océano, en el que el agua rebasa o rompe diques, lo que hace que parte de esa agua escape de sus límites habituales, o puede ocurrir debido a una acumulación de agua de lluvia en suelo saturado en una inundación superficial. Si bien el tamaño de un lago u otro cuerpo de agua variará con los cambios estacionales en las precipitaciones y el derretimiento de la nieve, es poco probable que estos cambios de tamaño se consideren significativos a menos que inunden la propiedad o ahoguen a los animales domésticos.
Las inundaciones también pueden ocurrir en los ríos cuando el caudal excede la capacidad del cauce del río, particularmente en las curvas o meandros de la vía fluvial. Las inundaciones a menudo causan daños a hogares y negocios si se encuentran en las llanuras naturales aluviales de los ríos. Si bien los daños causados por las inundaciones fluviales pueden eliminarse alejándose de los ríos y otros cuerpos de agua, la gente ha vivido y trabajado tradicionalmente junto a los ríos porque la tierra suele ser plana y fértil y porque los ríos facilitan los viajes y el acceso al comercio y la industria. Las inundaciones pueden tener consecuencias secundarias además de daños a la propiedad, como el desplazamiento a largo plazo de los residentes y la creación de una mayor propagación de enfermedades transmitidas por el agua y  mosquitos.

## Causas
Las inundaciones están causadas por muchos factores o por una combinación de cualquiera de ellos: precipitaciones intensas y prolongadas (concentradas localmente o en toda una cuenca hidrográfica), deshielo muy acelerado, vientos fuertes sobre el agua, mareas altas inusuales, tsunamis o fallo de presas, diques, estanques de retención u otras estructuras que retenían el agua. Las inundaciones pueden verse agravadas por el aumento de la superficie impermeable o por otros riesgos naturales, como los incendios forestales, que reducen la vegetación capaz de absorber las precipitaciones.
Cuando llueve, parte del agua queda retenida en estanques o en el suelo, otra parte es absorbida por la hierba y la vegetación, otra parte se evapora y el resto se desplaza por la tierra en forma de escorrentía superficial. Las inundaciones se producen cuando los estanques, lagos, cauces de ríos, el suelo y la vegetación no pueden absorber toda el agua. Esto se ha visto agravado por actividades humanas como la desecación de humedales que almacenan grandes cantidades de agua de forma natural y la construcción de superficies pavimentadas que no absorben agua, por lo que el agua se escurre por la tierra en cantidades que no pueden ser transportadas por los cauces de los arroyos ni retenidas en estanques naturales, lagos y embalses artificiales.
El calentamiento global está provocando alteraciones climáticas cada vez más extremas, lo que eleva el riesgo de inundaciones. En muchas partes del mundo, se espera que las lluvias sean más intensas y abundantes, lo que podría generar un aumento tanto en la frecuencia como en la gravedad de estos eventos extremos. Las temperaturas globales más cálidas se correlacionan con lluvias más intensas y sostenidas, que son la principal causa de las inundaciones continentales, al provocar más humedad.

### Causas a escala local o regional
- En el área mediterránea se da el fenómeno de la gota fría, producido por el calentamiento diferencial entre las tierras y las aguas a fines del verano y comienzos del otoño (generalmente, durante el mes de octubre), cuando la temperatura sobre las tierras comienza a ser bastante fría mientras que los mares todavía se encuentran a una temperatura bastante elevada. Esta diferencia se nota especialmente en las costas orientales de España y en otras regiones del Mediterráneo. El caso emblemático de esta situación sinóptica está representado por la Gran riada de Valencia en octubre de 1957.

- En Asia oriental la principal causa de las crecidas fluviales son las lluvias torrenciales causadas por el monzón, asociadas muchas veces con tifones. Se presentan en verano y afectan a amplias zonas entre las que destaca el golfo de Bengala, la zona de mayor precipitación media del globo.

- Los huracanes son una versión caribeña de los tifones, que asuelan temporalmente la región del golfo de México y las Antillas causando inundaciones por las olas, de hasta ocho metros, asociadas a los fuertes vientos, y por las lluvias intensas motivadas por el descenso brusco de la presión barométrica. También las tormentas tropicales suelen causar lluvias muy fuertes.

- En los países de la zona templada, las subidas bruscas de temperatura pueden provocar crecidas en los ríos por la rápida fusión de las nieves, esto se da sobre todo en primavera, cuando el deshielo es mayor, o tras fuertes nevadas en cotas inusuales, que tras la ola de frío se funden provocando riadas. En zonas de clima subárido o árido propiamente dicho suelen producirse inundaciones relámpago o inmediatas por las lluvias muy intensas durante un período de tiempo muy breve.

- Los maremotos o tsunamis como posible causa de una inundación, ya que el sismo submarino provoca una serie de ondas que se traducen en olas gigantes de devastador efecto en las costas afectadas. Estas catástrofes se suelen dar en el área del Pacífico y del Índico, de mayor actividad sísmica.

- Las inundaciones no son ajenas a la ocupación del suelo. El caudal de los ríos es normalmente muy variable a lo largo de los años. En efecto, la hidrología establece para los ríos una gama de caudales máximos asociados al tiempo de retorno. Generalmente las poblaciones locales, cuando hace mucho tiempo que se encuentran asentadas en el lugar tiene conocimiento de las áreas ocupadas por las avenidas del río o barranco, y así respetan el espacio de este y su cauce, evitando la ocupación del mismo y su zona de inundación para evitar la inundación de sus centros poblados.

### Causas relacionadas con la dinámica fluvial
Existe una correspondencia bastante estrecha en la mayoría de ríos, en lo que respecta al registro de los aforos en la cuenca de un río y los registros de lluvias obtenidos en esa cuenca. Sin embargo hay que tener en cuenta unas ideas relacionadas con la comparación que puede establecerse entre lluvias y caudal:
- El régimen fluvial será mucho más irregular en las cuencas con climas secos. Esto significa que, si comparamos el régimen fluvial del río Miño (en una región con clima lluvioso) con el del Júcar, cuya cuenca tiene un clima mucho más seco, las crecidas e inundaciones en el caso del Júcar siempre serán mucho más violentas pero, en cambio, el caudal del Miño será mucho más estable (régimen regular o constante, sin grandes fluctuaciones) y por supuesto con un mayor caudal relativo (caudal/área, que se puede medir en l/s/km², es decir, litros por segundo por km²).
- Por el contrario, en las regiones de clima lluvioso, el régimen fluvial mostrará menos altibajos y un caudal relativamente abundante y menos "apegado" a las fluctuaciones de las lluvias.
- La regularidad del caudal es mayor en los ríos de cuenca muy extensa que en aquellos con una cuenca de reducida extensión, aunque puede haber excepciones en el caso de clima muy húmedo en cuencas de escasa superficie.
- El régimen fluvial seguirá al pluviométrico, con un cierto desfase en el que intervendrán múltiples factores (extensión de la cuenca, relieve y pendiente, vegetación, etc.).

## Defensas de la inundación

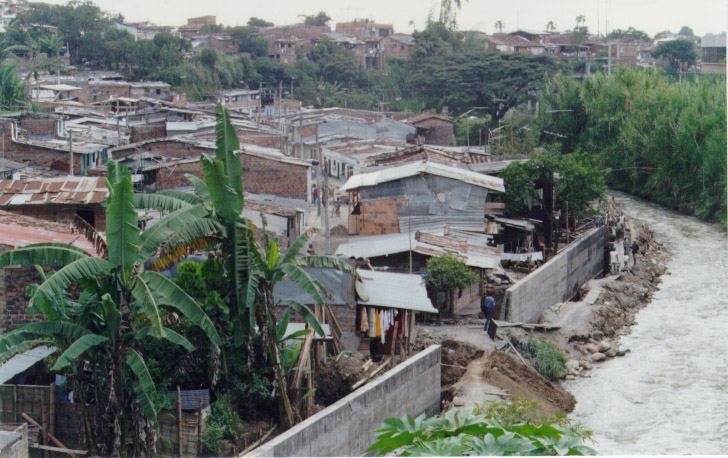
Construcción de una defensa ribereña en Colombia.

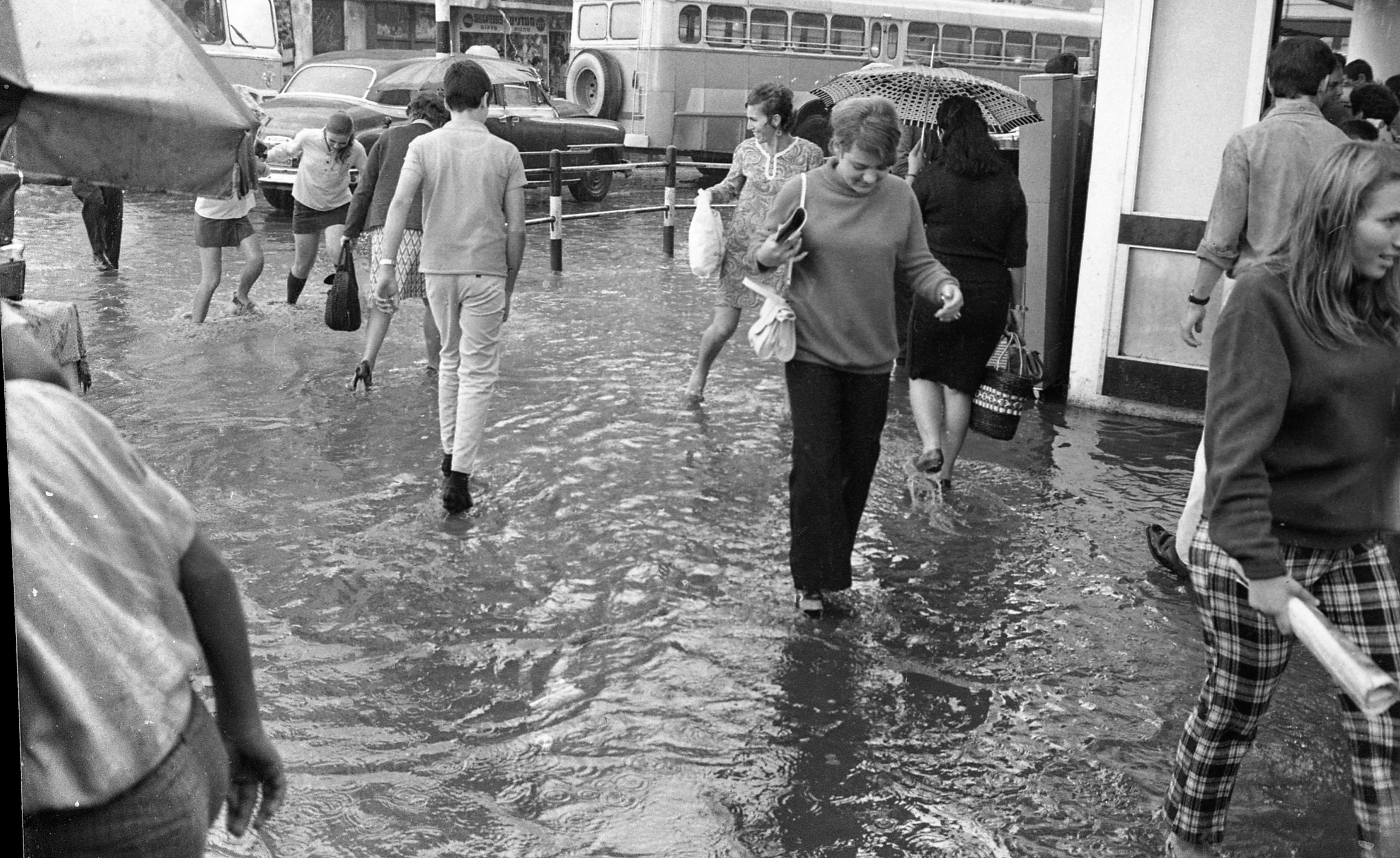
Inundación en Tel Aviv, Israel, 1969

Desde el comienzo del Neolítico, cuando comenzó la sedentarización y, por lo tanto, ocupación de zonas llanas costeras o en los valles fluviales, el hombre se ha encontrado con el reto de hacer frente a las inundaciones. En Egipto y Mesopotamia ya se construyeron importantes defensas fluviales como diques, canales para desviar las aguas y mejora de los cauces en los entornos urbanos. Las obras hidráulicas se desarrollaron también en Grecia y Roma, tanto para obtener agua para el consumo como para evitar los riesgos que conllevaban los asentamientos en entornos vulnerables. En China la construcción de grandes motas en los ríos ya se hacía en el siglo XII de modo que se intentaba hacer frente a las avenidas monzónicas. También en España y en el norte de Italia destacan desde la Edad Media la construcción de motas y embalses que regulasen los ríos.
Actualmente las defensas contra las inundaciones son muy avanzadas en los países desarrollados. Los sistemas de prevención se basan en diques, motas, barreras metálicas, embalses reguladores y mejora de la capacidad de desagüe de los cauces fluviales. También los sistemas de alerta ante situaciones peligrosas están muy desarrollados por medio de la predicción meteorológica, la observación de los aforos fluviales que determinan una alerta hidrológica y los sistemas de detección de maremotos.

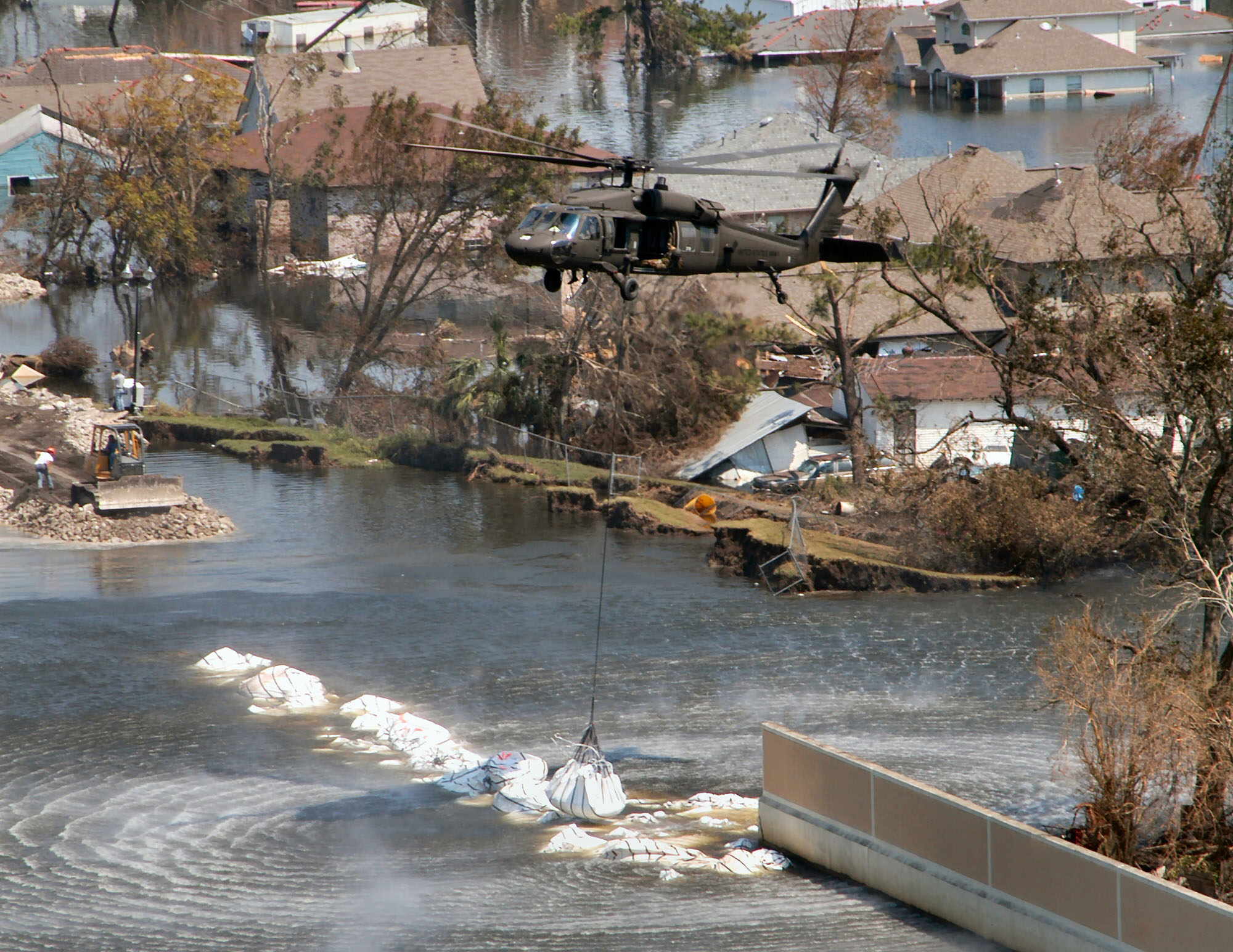
Taponado de una brecha en un dique (inundaciones de Nueva Orleans, Estados Unidos, de 2005 ocasionadas por el huracán Katrina).

La defensa contra las inundaciones marinas provocadas por las mareas está muy desarrollada en los Países Bajos donde una red de diques regulan las aguas tanto interiores como exteriores. También Venecia y Londres cuentan con defensas similares. Los embalses reguladores son muy numerosos en las regiones de clima mediterráneo como California y el sur de Europa y sirven para almacenar agua en tiempos de sequía y contener las avenidas fluviales.
Otras actuaciones han ido encaminadas a alejar el peligro de las ciudades mediante el desvío del cauce fluvial dotándolo a su vez de mayor capacidad de desagüe, como en Valencia o Sevilla. La canalización de ríos, como el Rin o el Segura, son obras de mayor envergadura que han llevado consigo un plan integral para toda la cuenca (aumento de la capacidad de desagüe, desvíos puntuales, reducción de meandros, construcción y ampliación de embalses, etc.). Algunas de estas actuaciones han sido controvertidas por sus efectos adversos, como la eliminación de meandros en el Rin que ha favorecido la mayor rapidez en la onda de crecida y por tanto su mayor virulencia.

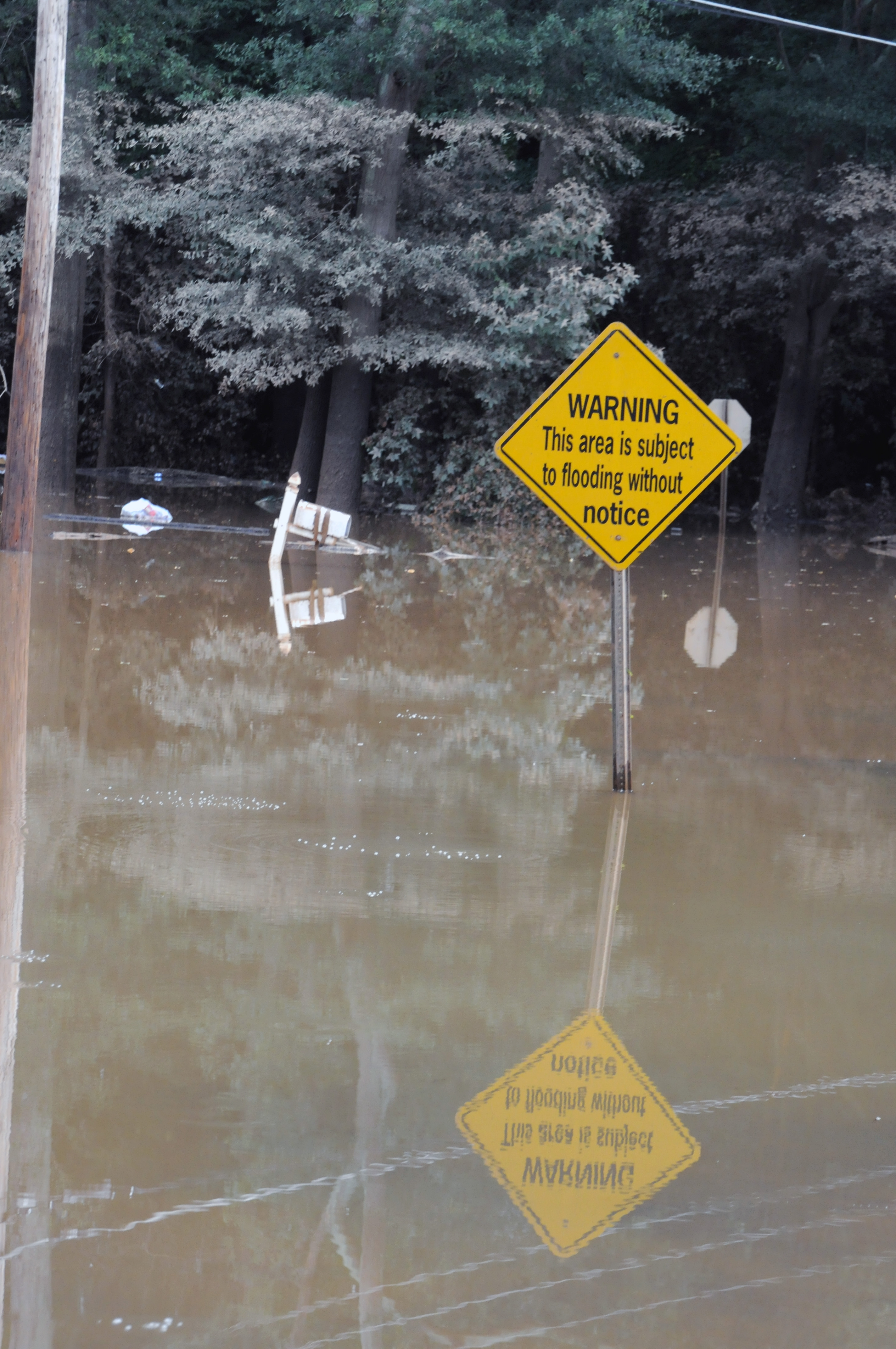
Señal de riesgo de inundaciones en Austell, Estados Unidos.

La legislación ha avanzado mucho prohibiendo la edificación en zonas perceptibles de ser inundadas en un período de retorno de hasta 100 años. La amplia cartografía ha permitido conocer cuales son las zonas de riesgo para su posterior actuación en el terreno. La reforestación de amplias zonas en la cuenca alta y media de los ríos también contribuye a minimizar el efecto de las fuertes lluvias y por tanto de la posterior crecida. No obstante quedan zonas de riesgo, básicamente urbanizadas antes de las leyes protectoras, algunas de ellas de alto valor histórico-artístico como Florencia, que ya sufrió una gran inundación en 1966.
En los países en desarrollo los sistemas tanto de prevención, como de alerta y posterior actuación están menos desarrollados, como se ha podido ver en los sucesivos tifones que han asolado Bangladés o en el tsunami que ha arrasado diversas costas del sureste asiático. Aun así la cooperación internacional está favoreciendo actuaciones que conlleven una mayor seguridad para la población en estas zonas de riesgo.

## Efectos

### Efectos primarios
Los efectos principales de las inundaciones incluyen la pérdida de vidas y daños a edificios y otras estructuras, incluidos puentes, sistemas de alcantarillado , carreteras y canales.
Las inundaciones también dañan con frecuencia las redes de transmisión de energía y, a veces, las centrales de generación de energía, lo que luego tiene efectos colaterales causados por la pérdida de energía. Esto incluye la pérdida de tratamiento y suministro de agua potable, lo que puede resultar en la pérdida de agua potable o una contaminación grave del agua. También puede causar la pérdida de instalaciones de eliminación de aguas residuales. La falta de agua potable combinada con las aguas residuales humanas en las aguas de la inundación aumenta el riesgo de enfermedades transmitidas por el agua, que pueden incluir fiebre tifoidea, giardia, cryptosporidium, cólera y muchas otras enfermedades, según la ubicación de la inundación.
"Esto sucedió en 2000, cuando cientos de personas en Mozambique huyeron a campos de refugiados después de que el río Limpopo inundó sus hogares. Pronto enfermaron y murieron de cólera, que se transmite por condiciones insalubres, y malaria, transmitida por mosquitos que prosperaron en orillas de los ríos crecidos".
Los daños en las carreteras y la infraestructura de transporte pueden dificultar la movilización de ayuda a los afectados o la prestación de tratamiento médico de emergencia.
Las aguas de las inundaciones suelen inundar las tierras agrícolas, lo que las hace inviables e impiden la siembra o la cosecha de cultivos, lo que puede provocar escasez de alimentos tanto para los seres humanos como para los animales de granja. Las cosechas completas de un país se pueden perder en circunstancias de inundaciones extremas. Algunas especies de árboles pueden no sobrevivir a la inundación prolongada de sus sistemas de raíces.

### Efectos secundarios y a largo plazo
Las dificultades económicas debidas a una disminución temporal del turismo, los costos de reconstrucción o la escasez de alimentos que provocan aumentos de precios es un efecto secundario común de las inundaciones graves. El impacto sobre los afectados puede causar daños psicológicos a los afectados, en particular cuando se producen muertes, lesiones graves y pérdida de bienes.
Las inundaciones urbanas pueden causar casas húmedas crónicas, lo que lleva al crecimiento de moho en interiores y tiene como resultado efectos adversos para la salud, particularmente síntomas respiratorios. Las inundaciones urbanas también tienen importantes implicaciones económicas para los vecindarios afectados. En los Estados Unidos, los expertos de la industria estiman que los sótanos húmedos pueden reducir el valor de las propiedades entre un 10 y un 25 por ciento y se citan entre las principales razones para no comprar una casa. Según la Agencia Federal para el Manejo de Emergencias de los Estados Unidos (FEMA), casi el 40 por ciento de las pequeñas empresas nunca vuelven a abrir sus puertas después de una inundación.
Las inundaciones también pueden tener un gran poder destructivo. Cuando el agua fluye, tiene la capacidad de derribar todo tipo de edificios y objetos, como puentes, estructuras, casas, árboles, automóviles. Por ejemplo, en Bangladés en 2007, una inundación fue responsable de la destrucción de más de una millones de casas. Y anualmente en los Estados Unidos, las inundaciones causan más de $ 7 mil millones en daños.

## Inundaciones prehistóricas significativas
En la prehistoria se produjeron grandes inundaciones en algunas zonas, como así lo atestiguan los restos geológicos. Así, la formación de mares cerrados como el Mediterráneo o el mar Negro se deben a movimientos tectónicos y cambios climáticos que inundaron estas amplias zonas. El final de la edad de hielo tuvo consecuencias determinantes en todo el globo con la formación de nuevos lagos y mares en zonas que anteriormente no ocupaba el mar.

## Caudales e inundaciones máximos fluviales
| Río          | m³/s   | Fecha | Lugar del aforo              |
| ------------ | ------ | ----- | ---------------------------- |
| Agly         | 2100   | 1940  | Estagel (Francia)            |
| Albuñol      | 2580   | 1973  | Albuñol (España)             |
| Arno         | 4500   | 1966  | Florencia (Italia)           |
| Baker        | 3550   | 2007  | Estación Río Colonia (Chile) |
| Besós        | 3000   | 1962  | Barcelona (España)           |
| Danubio      | 11 000 | 2002  | Viena (Austria)              |
| Ebro         | 4130   | 1961  | Zaragoza (España)            |
| Ebro         | 23 484 | 1907  | Tortosa (España)             |
| Garona       | 8000   | 1875  | Toulouse (Francia)           |
| Guadalentín  | 2500   | 1973  | Lorca (España)               |
| Guadalquivir | 5300   | 1963  | Córdoba (España)             |
| Guadalquivir | 6700   | 1963  | Sevilla (España)             |
| Júcar        | 16 000 | 1982  | Alcira (España)              |
| Mijares      | 2898   | 1922  | Villarreal (España)          |
| Moldava      | 5000   | 2002  | Praga (República Checa)      |
| Nogalte      | 2489   | 2012  | Puerto Lumbreras (España)    |
| Ovejas       | 400    | 1982  | Alicante (España)            |
| Palancia     | 900    | 1957  | Sagunto (España)             |
| Po           | 13 000 | 1951  | Ferrara (Italia)             |
| Pisuerga     | 2800   | 2000  | Valladolid (España)          |
| Ródano       | 4140   | 1856  | Lyon (Francia)               |
| Ródano       | 6000   | 1856  | Ternay (Francia)             |
| Ródano       | 8660   | 1856  | Valence (Francia)            |
| Ródano       | 13 000 | 1840  | Beaucaire (Francia)          |
| Saona        | 4000   | 1840  | Lyon (Francia)               |
| Segura       | 2500   | 1879  | Orihuela (España)            |
| Sena         | 2400   | 1910  | París (Francia)              |
| Tarn         | 6100   | 1930  | Montauban (Francia)          |
| Tarn         | 8000   | 1930  | Moissac (Francia)            |
| Tech         | 6450   | 1940  | Céret (Francia)              |
| Têt          | 3200   | 1940  | Perpiñán (Francia)           |
| Turia        | 3700   | 1957  | Valencia (España)            |
| Viuda        | 1500   | 1962  | Almazora (España)            |

## Mapeo de inundaciones
A raíz de los daños que han causados las inundaciones a lo largo de la historia, muchos países han desarrollo estrategias y metodologías para construir mapas de riesgo a inundaciones. Estos mapas muestran las inundaciones en relación con los impactos potenciales que pueden llegar a producir en personas, bienes y actividades económicas. De acuerdo a la guía establecida por el IDEAM Archivado el 28 de marzo de 2020 en Wayback Machine., existen varios tipos de mapas de inundación. 
- Mapa de Susceptibilidad de Inundación
- Mapa de Evento de Inundación
- Mapa de Amenaza de Inundación
- Mapa de Zonificación de Amenaza por Inundación
- Mapa de Vulnerabilidad de Inundación
- Mapa de Riesgo de Inundación
- Mapa de Emergencia de Inundación

Además existen herramientas gratuitas que permiten construir mapas de inundaciones utilizando imágenes de radar como lo es Google Earth Engine que permite realizar diversos análisis en línea. Esta plataforma se utilizó para el mapeo de las inundaciones ocurridas en agosto de 2017 en Houston Texas (Estados Unidos) ocasionadas por el huracán Harvey.

## Análisis de información sobre inundaciones
Se puede analizar estadísticamente una serie de caudales máximos anuales en un tramo de arroyo para estimar las crecidas de 100 años y las crecidas de otros intervalos de recurrencia allí. Estimaciones similares de muchos sitios en una región hidrológicamente similar pueden relacionarse con características medibles de cada cuenca de drenaje para permitir la estimación indirecta de los intervalos de recurrencia de inundaciones para tramos de arroyos sin datos suficientes para el análisis directo.
Los modelos de procesos físicos de tramos de canales generalmente se comprenden bien y calcularán la profundidad y el área de inundación para las condiciones del canal dadas y una tasa de flujo específica, como para su uso en el mapeo de llanuras aluviales y seguros contra inundaciones. Por el contrario, dada la zona de inundación observada de una inundación reciente y las condiciones del canal, un modelo puede calcular la tasa de flujo. Aplicado a varias configuraciones de canales potenciales y caudales, un modelo de alcance puede contribuir a seleccionar un diseño óptimo para un canal modificado. Varios modelos de alcance están disponibles a partir de 2015, ya sea modelos 1D (niveles de inundación medidos en el canal) o modelos 2D (profundidades de inundación variables medidas a lo largo de la extensión de una llanura de inundación). HEC-RAS, el modelo del Centro de Ingeniería Hidráulica, es uno de los software más populares, aunque sólo sea porque está disponible de forma gratuita. Otros modelos, como TUFLOW, combinan componentes 1D y 2D para derivar las profundidades de las inundaciones a lo largo de los canales de los ríos y de toda la llanura aluvial.
Los modelos de procesos físicos de cuencas de drenaje completas son aún más complejos. Aunque muchos procesos se comprenden bien en un punto o para un área pequeña, otros no se comprenden bien en todas las escalas y las interacciones de los procesos en condiciones climáticas normales o extremas pueden ser desconocidas. Los modelos de cuenca típicamente combinan componentes del proceso de la superficie terrestre (para estimar cuánta lluvia o deshielo llega a un canal) con una serie de modelos de alcance. Por ejemplo, un modelo de cuenca puede calcular el hidrograma de escorrentía que podría resultar de una tormenta de 100 años, aunque el intervalo de recurrencia de una tormenta rara vez es igual al de la inundación asociada. Los modelos de cuenca se utilizan comúnmente en la predicción y alerta de inundaciones, así como en el análisis de los efectos del cambio de uso de la tierra y el cambio climático.

### Pronóstico de inundaciones
Anticiparse a las inundaciones antes de que ocurran permite tomar precauciones y advertir a las personas para que puedan estar preparadas de antemano para las condiciones de inundación. Por ejemplo, los granjeros pueden sacar animales de áreas bajas y los servicios públicos pueden implementar provisiones de emergencia para redirigir los servicios si es necesario. Los servicios de emergencia también pueden tomar medidas para tener suficientes recursos disponibles con anticipación para responder a las emergencias a medida que ocurren. Las personas pueden evacuar las áreas que se inundarán.
Para hacer los pronósticos de inundaciones más precisos para las vías fluviales, es mejor tener una serie de datos históricos largos que relacionen los caudales de los arroyos con los eventos de lluvia pasados medidos. Combinar esta información histórica con conocimiento en tiempo real sobre la capacidad volumétrica en las áreas de captación, como la capacidad de reserva en los embalses, los niveles de agua subterránea y el grado de saturación de los acuíferos del área, también es necesario para hacer la inundación más precisa. pronósticos.
Las estimaciones de radar de las precipitaciones y las técnicas generales de pronóstico del tiempo también son componentes importantes de un buen pronóstico de inundaciones. En áreas donde se dispone de datos de buena calidad, la intensidad y la altura de una inundación se pueden predecir con bastante buena precisión y mucho tiempo de espera. El resultado de un pronóstico de inundación es típicamente un nivel de agua máximo esperado y el tiempo probable de su llegada a lugares clave a lo largo de una vía fluvial,  y también puede permitir el cálculo del período de retorno estadístico probable de una inundación. En muchos países desarrollados, las áreas urbanas en riesgo de inundaciones están protegidas contra una inundación de 100 años, es decir, una inundación que tiene una probabilidad de alrededor del 63% de ocurrir en cualquier período de tiempo de 100 años.
Según el Centro de Pronóstico del Río Noreste (RFC) del Servicio Meteorológico Nacional de EE. UU. (NWS) en Taunton, Massachusetts, una regla general para el pronóstico de inundaciones en áreas urbanas es que se necesitan al menos 25 mm de lluvia en aproximadamente una hora. tiempo para iniciar un encharcamiento significativo de agua en superficies impermeables. Muchos RFC del NWS emiten rutinariamente Orientación sobre inundaciones repentinas y Orientación sobre cabeceras, que indican la cantidad general de lluvia que debería caer en un período corto de tiempo para causar inundaciones repentinas o inundaciones en cuencas de agua más grandes.
En los Estados Unidos, un enfoque integrado para el modelado hidrológico por computadora en tiempo real utiliza datos observados del Servicio Geológico de los Estados Unidos (USGS), varias redes de observación cooperativas, varios sensores meteorológicos automatizados, la percepción remota hidrológica operacional nacional de la NOAA Center (NOHRSC), varias compañías hidroeléctricas, etc., combinadas con pronósticos cuantitativos de precipitación (QPF) de lluvia esperada y/o deshielo de nieve para generar pronósticos hidrológicos diarios o según sea necesario. El NWS también coopera con Environment Canada.sobre los pronósticos hidrológicos que afectan tanto a Estados Unidos como a Canadá, como en el área de la vía marítima de San Lorenzo.
El Sistema Global de Monitoreo de Inundaciones, "GFMS", una herramienta informática que mapea las condiciones de las inundaciones en todo el mundo, está disponible en línea. Los usuarios de cualquier parte del mundo pueden usar GFMS para determinar cuándo pueden ocurrir inundaciones en su área. GFMS usos précipitation datos de la NASA satélites de observación de la Tierra y el satélite Global medición de la precipitación, 'GPM'. Los datos de precipitación de GPM se combinan con un modelo de superficie terrestre que incorpora la cubierta vegetal, el tipo de suelo y el terreno para determinar cuánta agua está absorbiendo el suelo y cuánta agua fluye hacia el flujo de la corriente.
Los usuarios pueden ver estadísticas de lluvia, caudal, profundidad del agua e inundaciones cada 3 horas, en cada punto de cuadrícula de 12 kilómetros en un mapa global. Las previsiones para estos parámetros son de 5 días en el futuro. Los usuarios pueden hacer zum para ver mapas de inundaciones (áreas que se estima que están cubiertas de agua) con una resolución de 1 kilómetro.